# Grand Prix moto de Catalogne 2019
Le Grand Prix moto de Catalogne 2019 (Gran Premi Monster Energy de Catalunya) disputé le 16 juin 2019 sur le Circuit de Barcelone-Catalogne, est la 7e manche du championnat du monde de vitesse moto 2019. Il s'agit de la 24e édition du Grand Prix moto de Catalogne, couru depuis 1996.
La course MotoGP a été remportée par Marc Márquez, devant Fabio Quartararo et Danilo Petrucci. Il s'agit de la 4e victoire de la saison du pilote espagnol, qui conforte plus que jamais son avance au classement général, tandis que le pilote français a signé son premier podium en catégorie reine. Plusieurs des favoris ont chuté. Álex Márquez a remporté la course Moto2, devant Thomas Lüthi et Jorge Navarro. En Moto3, Marcos Ramírez s'est imposé, Arón Canet a terminé deuxième et Celestino Vietti troisième.

## Calendrier
| Heure | Horaire locale de l'épreuve (UTC +1) |

| Épreuves ou évènements              |         |         |         |  |  |
| V                                   | S       | D       |         |  |  |
| 14                                  | 15      | 16      |         |  |  |
| Juin 2019                           |         |         |         |  |  |
|                                     |         |         |         |  |  |
| MotoGP                              |         |         |         |  |  |
| Essais libres 1 résultats détaillés | 9 h 55  |         |         |  |  |
| Essais libres 2 résultats détaillés | 15 h 10 |         |         |  |  |
| Essais libres 3 résultats détaillés |         | 9 h 55  |         |  |  |
| Essais libres 4 résultats détaillés |         | 13 h 30 |         |  |  |
| Qualifications résultats détaillés  |         | 14 h 10 |         |  |  |
| Warm up résultats détaillés         |         |         | 9 h 40  |  |  |
| Course résultats détaillés          |         |         | 14 h 00 |  |  |
|                                     |         |         |         |  |  |
| Moto2                               |         |         |         |  |  |
| Essais libres 1                     | 10 h 55 |         |         |  |  |
| Essais libres 2                     | 14 h 10 |         |         |  |  |
| Essais libres 3                     |         | 10 h 55 |         |  |  |
| Qualifications                      |         | 15 h 05 |         |  |  |
| Warm up                             |         |         | 9 h 10  |  |  |
| Course résultats détaillés          |         |         | 12 h 20 |  |  |
|                                     |         |         |         |  |  |
| Moto3                               |         |         |         |  |  |
| Essais libres 1                     | 9 h 00  |         |         |  |  |
| Essais libres 2                     | 13 h 15 |         |         |  |  |
| Essais libres 3                     |         | 9 h 00  |         |  |  |
| Qualifications                      |         | 12 h 35 |         |  |  |
| Warm up                             |         |         | 8 h 40  |  |  |
| Course résultats détaillés          |         |         | 11 h 00 |  |  |
|                                     |         |         |         |  |  |

## Essais libres

### Première séance, le vendredi de 9 h 55 à 10 h 40
| Pos. | Pilote           | Moto   | Chrono         | Écart     |
| ---- | ---------------- | ------ | -------------- | --------- |
| 1    | Marc Márquez     | Honda  | 1 min 40 s 692 |           |
| 2    | Fabio Quartararo | Yamaha | 1 min 40 s 803 | + 0 s 111 |
| 3    | Maverick Viñales | Yamaha | 1 min 40 s 872 | + 0 s 180 |
| 4    | Andrea Dovizioso | Ducati | 1 min 41 s 030 | + 0 s 338 |
| 5    | Takaaki Nakagami | Honda  | 1 min 41 s 040 | + 0 s 348 |

### Deuxième séance, le vendredi de 14 h 10 à 14 h 50
| Pos. | Pilote            | Moto   | Chrono         | Écart     |
| ---- | ----------------- | ------ | -------------- | --------- |
| 1    | Fabio Quartararo  | Yamaha | 1 min 40 s 079 |           |
| 2    | Andrea Dovizioso  | Ducati | 1 min 40 s 360 | + 0 s 281 |
| 3    | Takaaki Nakagami  | Honda  | 1 min 40 s 381 | + 0 s 302 |
| 4    | Pol Espargaró     | KTM    | 1 min 41 s 393 | + 0 s 314 |
| 5    | Francesco Bagnaia | Ducati | 1 min 41 s 471 | + 0 s 392 |

### Troisième séance, le samedi de 9 h 55 à 10 h 40
| Pos. | Pilote           | Moto   | Chrono         | Écart     |
| ---- | ---------------- | ------ | -------------- | --------- |
| 1    | Álex Rins        | Suzuki | 1 min 39 s 547 |           |
| 2    | Fabio Quartararo | Yamaha | 1 min 39 s 583 | + 0 s 036 |
| 3    | Cal Crutchlow    | Honda  | 1 min 39 s 711 | + 0 s 164 |
| 4    | Valentino Rossi  | Yamaha | 1 min 39 s 722 | + 0 s 175 |
| 5    | Maverick Viñales | Yamaha | 1 min 39 s 756 | + 0 s 209 |

### Quatrième séance, le samedi de 13 h 30 à 14 h 00
| Pos. | Pilote            | Moto   | Chrono         | Écart     |
| ---- | ----------------- | ------ | -------------- | --------- |
| 1    | Fabio Quartararo  | Yamaha | 1 min 40 s 235 |           |
| 2    | Álex Rins         | Suzuki | 1 min 40 s 338 | + 0 s 103 |
| 3    | Maverick Viñales  | Yamaha | 1 min 40 s 486 | + 0 s 251 |
| 4    | Marc Márquez      | Honda  | 1 min 40 s 679 | + 0 s 444 |
| 5    | Franco Morbidelli | Yamaha | 1 min 40 s 727 | + 0 s 492 |

## Séance de qualification

### Résultats des qualifications, le samedi de 14 h 10 à 14 h 50
| Pos. | Pilote            | Moto    | Qualifications 1 | Qualifications 2 |
| ---- | ----------------- | ------- | ---------------- | ---------------- |
| 1    | Fabio Quartararo  | Yamaha  |                  | 1 min 39 s 484   |
| 2    | Marc Márquez      | Honda   |                  | 1 min 39 s 499   |
| 3    | Maverick Viñales  | Yamaha  |                  | 1 min 39 s 710   |
| 4    | Franco Morbidelli | Yamaha  | 1 min 39 s 727   | 1 min 39 s 711   |
| 5    | Valentino Rossi   | Yamaha  |                  | 1 min 39 s 753   |
| 6    | Andrea Dovizioso  | Ducati  |                  | 1 min 39 s 777   |
| 7    | Danilo Petrucci   | Ducati  |                  | 1 min 39 s 844   |
| 8    | Álex Rins         | Suzuki  |                  | 1 min 39 s 870   |
| 9    | Cal Crutchlow     | Honda   |                  | 1 min 40 s 151   |
| 10   | Jorge Lorenzo     | Honda   |                  | 1 min 40 s 199   |
| 11   | Joan Mir          | Suzuki  | 1 min 40 s 012   | 1 min 40 s 240   |
| 12   | Pol Espargaró     | KTM     |                  | 1 min 40 s 425   |
| 13   | Francesco Bagnaia | Ducati  | 1 min 40 s 167   |                  |
| 14   | Jack Miller       | Ducati  | 1 min 40 s 271   |                  |
| 15   | Karel Abraham     | Ducati  | 1 min 40 s 349   |                  |
| 16   | Takaaki Nakagami  | Honda   | 1 min 40 s 362   |                  |
| 17   | Aleix Espargaró   | Aprilia | 1 min 40 s 400   |                  |
| 18   | Johann Zarco      | KTM     | 1 min 40 s 427   |                  |
| 19   | Tito Rabat        | Ducati  | 1 min 40 s 682   |                  |
| 20   | Miguel Oliveira   | KTM     | 1 min 40 s 752   |                  |
| 21   | Hafizh Syahrin    | KTM     | 1 min 40 s 839   |                  |
| 22   | Bradley Smith     | Aprilia | 1 min 41 s 232   |                  |
| 23   | Sylvain Guintoli  | Suzuki  | 1 min 41 s 270   |                  |
| 24   | Andrea Iannone    | Aprilia | 1 min 41 s 748   |                  |

## Warm up

### Résultats du Warm up, le dimanche de 9 h 40 à 10 h 00
| Pos. | Pilote           | Moto    | Chrono         | Écart     |
| ---- | ---------------- | ------- | -------------- | --------- |
| 1    | Fabio Quartararo | Yamaha  | 1 min 39 s 918 |           |
| 2    | Marc Márquez     | Honda   | 1 min 39 s 965 | + 0 s 047 |
| 3    | Aleix Espargaró  | Aprilia | 1 min 40 s 173 | + 0 s 255 |
| 4    | Maverick Viñales | Yamaha  | 1 min 40 s 188 | + 0 s 270 |
| 5    | Álex Rins        | Suzuki  | 1 min 40 s 298 | + 0 s 380 |

## Favoris de la course
Le grand favori de la course des MotoGP, est le leader du championnat et le champion du monde en titre Marc Marquez, il reste d'ailleurs sur 3 podiums. Son dauphin Andrea Dovizioso voudra lui reprendre des points s'il veut lutter pour le titre. Maverick Viñales, qui a réalisé qu'un seul podium depuis le commencement de la saison. Son compatriote Álex Rins, vainqueur du Grand prix des Amériques, fait également partie des noms pouvant s'imposer. Danilo Petrucci, qui a remporté sa première course en catégorie reine, il y a deux semaines en Italie, peut rêver de doubler la mise. Parmi les outsiders, on retrouve le rookie Fabio Quartararo, qui en progression depuis le début de la saison, la légende Valentino Rossi, qui a néanmoins plus gagné depuis près de deux ans, mais qui a toujours brillé sur le circuit catalan.

## Déroulement de la course

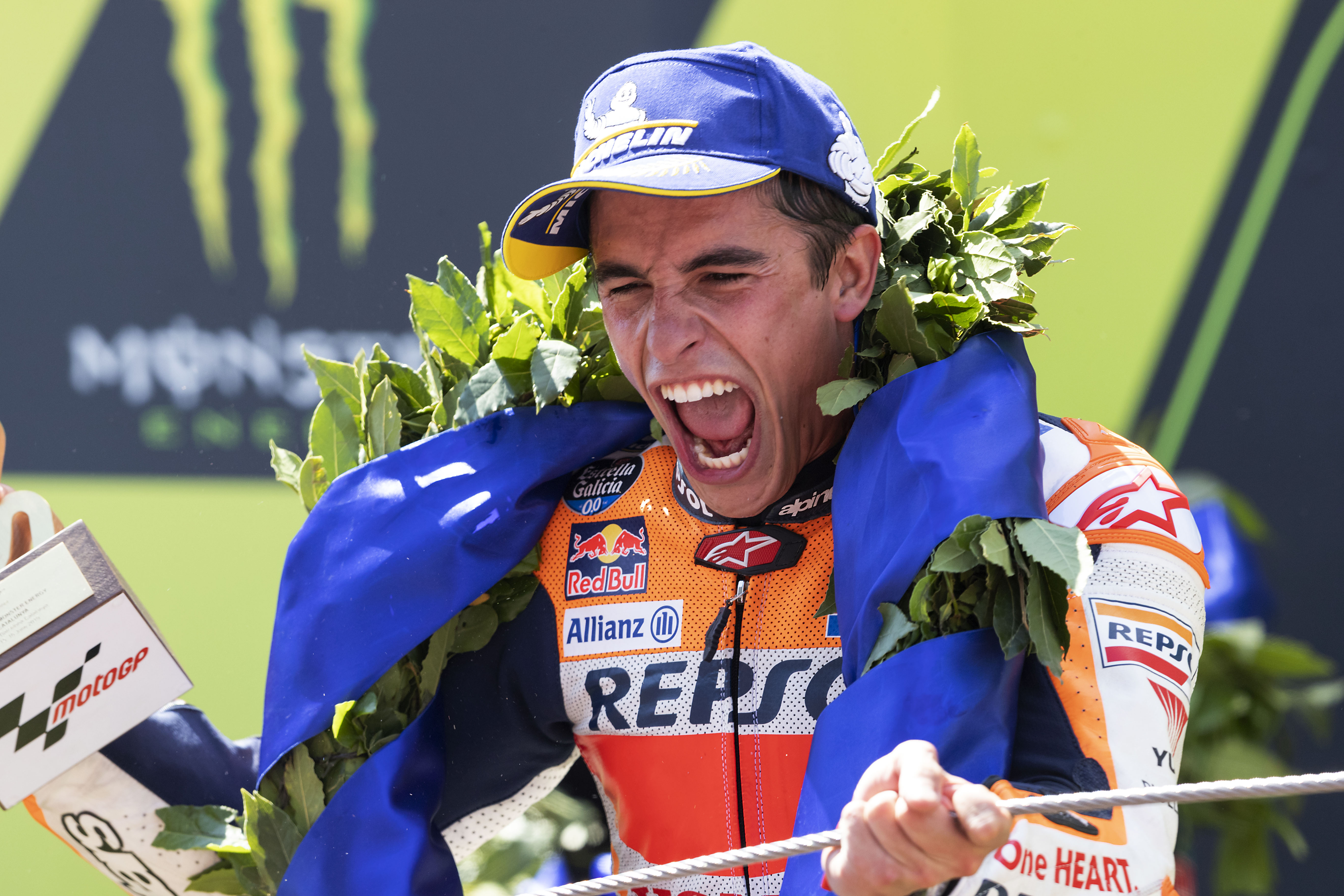
Marc Márquez, sur le podium, après sa victoire en Catalogne.

Parti 6e, Dovizioso réalise un départ canon et prend la première place devant Viñales. Ce premier tour est marqué par les chutes de Karel Abraham dans le virage 7, puis de Bradley Smith dans le virage 10. Le pilote d'essais Aprilia heurte au passage son coéquipier Aleix Espargaro, qui sera contraint à l'abandon peu après. Devant, Marc Marquez dépasse Dovizioso dans le premier virage pour lui chiper la première place, et Lorenzo - auteur d'un départ remarquable qui le voit passer de la 10e à la 4e place - croit pouvoir imiter son voisin de box mais la Honda no 99 est beaucoup trop loin pour tenter cette action : il perd brutalement le contrôle sous la pression demandée à son train avant, sa moto en perdition percute Dovizioso, puis vient heurter la Yamaha de Viñales, et Rossi, lui, tire tout droit pour éviter ce jeu de quilles, mais chute à son tour dans l'échappatoire après avoir été gêné par la Honda de Lorenzo. Avec ces chutes, Marquez se forge plus d'une seconde d'écart sur Petrucci, suivi de près par Quartararo et Rins. Le pilote Honda semble se diriger sans trembler vers sa 4e victoire de la saison. L'hécatombe se poursuit sur la piste chauffée à blanc par le soleil catalan (51 °C) avec les chutes successives de Francesco Bagnaia sur sa Ducati Pramac dans le virage 5, de Franco Morbidelli sur sa Yamaha-SRT et de Cal Crutchlow sur sa Honda-LCR dans le virage 4. Pendant ce temps, la bataille fait rage dans le seconde groupe entre Petrucci et Rins, qui va jusqu'à entrer en contact avec la Ducati lors d'une tentative d'intérieur. Le pilote Suzuki, perdra finalement le contact après un freinage raté qu'il récupère tant bien que mal dans l'échappatoire bitumé. Le troisième pilote du groupe en profite pour accélérer : Fabio Quartararo dépasse Petrucci et file sans se retourner dans le lointain sillage du leader Marc Marquez. Le débutant français n'est plus inquiété jusqu'au drapeau à damiers et grimpe sur son premier podium en MotoGP, devant Danilo Petrucci, 3e, et derrière l'intouchable Marc Marquez, vainqueur en Catalogne.

## Résultats des courses

### Classement des MotoGP, le dimanche à 14 h 00
| Pos              | Num | Pilote            | Moto    | Tours | Temps/Écart     | Grille | Points |
| ---------------- | --- | ----------------- | ------- | ----- | --------------- | ------ | ------ |
| 1                | 93  | Marc Márquez      | Honda   | 24    | 40 min 31 s 175 | 2      | 25     |
| 2                | 20  | Fabio Quartararo  | Yamaha  | 24    | +2 s 660        | 1      | 20     |
| 3                | 9   | Danilo Petrucci   | Ducati  | 24    | +4 s 537        | 7      | 16     |
| 4                | 42  | Álex Rins         | Suzuki  | 24    | +6 s 602        | 8      | 13     |
| 5                | 43  | Jack Miller       | Ducati  | 24    | +6 s 870        | 14     | 11     |
| 6                | 36  | Joan Mir          | Suzuki  | 24    | +7 s 040        | 11     | 10     |
| 7                | 44  | Pol Espargaró     | KTM     | 24    | +16 s 144       | 12     | 9      |
| 8                | 30  | Takaaki Nakagami  | Honda   | 24    | +17 s 969       | 16     | 8      |
| 9                | 53  | Tito Rabat        | Ducati  | 24    | +22 s 661       | 19     | 7      |
| 10               | 5   | Johann Zarco      | KTM     | 24    | +26 s 228       | 18     | 6      |
| 11               | 29  | Andrea Iannone    | Aprilia | 24    | +32 s 036       | 24     | 5      |
| 12               | 88  | Miguel Oliveira   | KTM     | 24    | +44 s 666       | 20     | 4      |
| 13               | 50  | Sylvain Guintoli  | Suzuki  | 24    | +51 s 363       | 23     | 3      |
| Ab.              | 35  | Cal Crutchlow     | Honda   | 18    | Accident        | 9      |        |
| Ab.              | 21  | Franco Morbidelli | Yamaha  | 16    | Abandon         | 3      |        |
| Ab.              | 63  | Francesco Bagnaia | Ducati  | 5     | Accident        | 13     |        |
| Ab.              | 55  | Hafizh Syahrin    | KTM     | 3     | Abandon         | 21     |        |
| Ab.              | 46  | Valentino Rossi   | Yamaha  | 2     | Abandon         | 4      |        |
| Ab.              | 04  | Andrea Dovizioso  | Ducati  | 2     | Abandon         | 5      |        |
| Ab.              | 12  | Maverick Viñales  | Yamaha  | 1     | Accident        | 6      |        |
| Ab.              | 99  | Jorge Lorenzo     | Honda   | 1     | Accident        | 10     |        |
| Ab.              | 41  | Aleix Espargaró   | Aprilia | 1     | Abandon         | 17     |        |
| Ab.              | 17  | Karel Abraham     | Ducati  | 0     | Accident        | 15     |        |
| Ab.              | 38  | Bradley Smith     | Aprilia | 0     | Accident        | 22     |        |
| RAPPORT OFFICIEL |     |                   |         |       |                 |        |        |

#### Pole position et record du tour
- Pole position :  Fabio Quartararo (Yamaha) en 1 min 39 s 484 (167,4 km/h).
- Meilleur tour en course :  Marc Márquez (Honda) en 1 min 40 s 507 (165,7 km/h) au cinquième tour.

#### Tours en tête
- Andrea Dovizioso (Ducati) : 1 tour (1)
- Marc Márquez (Honda) : 23 tours (2-24)

### Classement Moto2, le dimanche à 12 h 20
| Pos              | Num | Pilote                | Moto      | Tours | Temps/Écart     | Grille | Points |
| ---------------- | --- | --------------------- | --------- | ----- | --------------- | ------ | ------ |
| 1                | 73  | Álex Márquez          | Kalex     | 22    | 38 min 25 s 678 | 6      | 25     |
| 2                | 12  | Thomas Lüthi          | Kalex     | 22    | +1 s 989        | 2      | 20     |
| 3                | 9   | Jorge Navarro         | Speed Up  | 22    | +2 s 532        | 4      | 16     |
| 4                | 40  | Augusto Fernández     | Kalex     | 22    | +3 s 802        | 1      | 13     |
| 5                | 33  | Enea Bastianini       | Kalex     | 22    | +7 s 472        | 10     | 11     |
| 6                | 10  | Luca Marini           | Kalex     | 22    | +13 s 996       | 13     | 10     |
| 7                | 23  | Marcel Schrötter      | Kalex     | 22    | +14 s 565       | 12     | 9      |
| 8                | 97  | Xavi Vierge           | Kalex     | 22    | +14 s 953       | 20     | 8      |
| 9                | 22  | Sam Lowes             | Kalex     | 22    | +15 s 898       | 3      | 7      |
| 10               | 45  | Tetsuta Nagashima     | Kalex     | 22    | +17 s 947       | 16     | 6      |
| 11               | 41  | Brad Binder           | KTM       | 22    | +20 s 891       | 19     | 5      |
| 12               | 5   | Andrea Locatelli      | Kalex     | 22    | +20 s 930       | 9      | 4      |
| 13               | 11  | Nicolò Bulega         | Kalex     | 22    | +22 s 352       | 8      | 3      |
| 14               | 24  | Simone Corsi          | Kalex     | 22    | +25 s 192       | 18     | 2      |
| 15               | 88  | Jorge Martín          | KTM       | 22    | +27 s 132       | 17     | 1      |
| 16               | 77  | Dominique Aegerter    | MV Agusta | 22    | +30 s 395       | 21     |        |
| 17               | 35  | Somkiat Chantra       | Kalex     | 22    | +32 s 230       | 25     |        |
| 18               | 64  | Bo Bendsneyder        | NTS       | 22    | +33 s 315       | 14     |        |
| 19               | 94  | Jonas Folger          | Kalex     | 22    | +39 s 441       | 23     |        |
| 20               | 16  | Joe Roberts           | KTM       | 22    | +42 s 600       | 29     |        |
| 21               | 20  | Dimas Ekky Pratama    | Kalex     | 22    | +44 s 461       | 24     |        |
| 22               | 4   | Steven Odendaal       | NTS       | 22    | +47 s 623       | 27     |        |
| 23               | 72  | Marco Bezzecchi       | KTM       | 22    | +54 s 911       | 31     |        |
| 24               | 3   | Lukas Tulovic         | KTM       | 22    | +59 s 776       | 28     |        |
| 25               | 18  | Xavier Cardelús       | KTM       | 22    | +1 min 22 s 064 | 30     |        |
| Ab.              | 96  | Jake Dixon            | KTM       | 21    | Accident        | 26     |        |
| Ab.              | 62  | Stefano Manzi         | MV Agusta | 16    | Abandon         | 22     |        |
| Ab.              | 21  | Fabio Di Giannantonio | Speed Up  | 13    | Abandon         | 5      |        |
| Ab.              | 7   | Lorenzo Baldassarri   | Kalex     | 6     | Accident        | 7      |        |
| Ab.              | 27  | Iker Lecuona          | KTM       | 2     | Accident        | 15     |        |
| Ab.              | 87  | Remy Gardner          | Kalex     | 0     | Accident        | 11     |        |
| NP               | 65  | Philipp Öttl          | KTM       |       | Non partant     |        |        |
| RAPPORT OFFICIEL |     |                       |           |       |                 |        |        |

#### Pole position et record du tour
- Pole position :  Augusto Fernández (Kalex) en 1 min 44 s 170 (159,9 km/h).
- Meilleur tour en course :  Álex Márquez (Kalex) en 1 min 43 s 871 (160,3 km/h) au troisième tour.

#### Tours en tête
- Thomas Lüthi (Kalex) : 11 tours (1-4 / 7-13)
- Augusto Fernández (Kalex) : 2 tours (5-6)
- Álex Márquez (Kalex) : 9 tours (14-22)

### Classement Moto3, le dimanche à 11 h 00
| Pos              | Num | Pilote              | Moto  | Tours | Temps/Écart     | Grille | Points |
| ---------------- | --- | ------------------- | ----- | ----- | --------------- | ------ | ------ |
| 1                | 42  | Marcos Ramírez      | Honda | 21    | 38 min 36 s 156 | 10     | 25     |
| 2                | 44  | Arón Canet          | KTM   | 21    | +0 s 119        | 5      | 20     |
| 3                | 13  | Celestino Vietti    | KTM   | 21    | +0 s 146        | 21     | 16     |
| 4                | 21  | Alonso López        | Honda | 21    | +0 s 235        | 7      | 13     |
| 5                | 7   | Dennis Foggia       | KTM   | 21    | +0 s 947        | 30     | 11     |
| 6                | 79  | Ai Ogura            | Honda | 21    | +1 s 008        | 2      | 10     |
| 7                | 55  | Romano Fenati       | Honda | 21    | +1 s 068        | 18     | 9      |
| 8                | 71  | Ayumu Sasaki        | Honda | 21    | +1 s 358        | 19     | 8      |
| 9                | 6   | Ryusei Yamanaka     | Honda | 21    | +1 s 984        | 17     | 7      |
| 10               | 84  | Jakub Kornfeil      | KTM   | 21    | +2 s 472        | 22     | 6      |
| 11               | 23  | Niccolò Antonelli   | Honda | 21    | +2 s 729        | 27     | 5      |
| 12               | 99  | Carlos Tatay        | KTM   | 21    | +2 s 980        | 15     | 4      |
| 13               | 17  | John McPhee         | Honda | 21    | +3 s 264        | 9      | 3      |
| 14               | 69  | Tom Booth-Amos      | KTM   | 21    | +11 s 120       | 26     | 2      |
| 15               | 40  | Darryn Binder       | KTM   | 21    | +18 s 467       | 14     | 1      |
| 16               | 22  | Kazuki Masaki       | KTM   | 21    | +21 s 845       | 28     |        |
| 17               | 54  | Riccardo Rossi (it) | Honda | 21    | +39 s 997       | 25     |        |
| 18               | 77  | Vicente Pérez       | KTM   | 21    | +54 s 306       | 29     |        |
| 19               | 24  | Tatsuki Suzuki      | Honda | 21    | +1 min 00 s 726 | 4      |        |
| Ab.              | 27  | Kaito Toba          | Honda | 20    | Accident        | 24     |        |
| Ab.              | 19  | Gabriel Rodrigo     | Honda | 19    | Accident        | 1      |        |
| Ab.              | 76  | Makar Yurchenko     | KTM   | 18    | Accident        | 12     |        |
| Ab.              | 5   | Jaume Masiá         | KTM   | 13    | Accident        | 20     |        |
| Ab.              | 14  | Tony Arbolino       | Honda | 12    | Abandon         | 3      |        |
| Ab.              | 12  | Filip Salač         | KTM   | 9     | Abandon         | 31     |        |
| Ab.              | 16  | Andrea Migno        | KTM   | 5     | Accident        | 23     |        |
| Ab.              | 61  | Can Öncü            | KTM   | 5     | Abandon         | 16     |        |
| Ab.              | 25  | Raúl Fernández      | KTM   | 4     | Accident        | 13     |        |
| Ab.              | 11  | Sergio García       | Honda | 4     | Accident        | 11     |        |
| Ab.              | 75  | Albert Arenas       | KTM   | 4     | Accident        | 6      |        |
| Ab.              | 48  | Lorenzo Dalla Porta | Honda | 3     | Abandon         | 8      |        |
| RAPPORT OFFICIEL |     |                     |       |       |                 |        |        |

#### Pole position et record du tour
- Pole position :  Gabriel Rodrigo (Honda) en 1 min 48 s 450 (240,3 km/h).
- Meilleur tour en course :  Kaito Toba (Honda) en 1 min 48 s 803 (153 km/h) au quatrième tour.

#### Tours en tête
- Tony Arbolino (Honda) : 1 tour (1)
- Lorenzo Dalla Porta (Honda) : 1 tour (2)
- Arón Canet (KTM) : 1 tour (3)
- John McPhee (Honda) : 1 tour (4)
- Gabriel Rodrigo (Honda) : 3 tours (5-6 / 13)
- Darryn Binder (KTM) : 1 tour (7)
- Alonso López (Honda) : 5 tours (8-9 / 12 / 14 / 18)
- Jaume Masiá (KTM) : 1 tour (10)
- Marcos Ramírez (Honda) : 2 tours (11 / 21)
- Kaito Toba (Honda) : 5 tours (15-17 / 19-20)

## Classement provisoire au championnat
| Pos. | Pilote           | Points |
| ---- | ---------------- | ------ |
| 1    | Marc Márquez     | 140    |
| 2    | Andrea Dovizioso | 103    |
| 3    | Álex Rins        | 101    |
| 4    | Danilo Petrucci  | 98     |
| 5    | Valentino Rossi  | 72     |
| 6    | Jack Miller      | 53     |
| 7    | Fabio Quartararo | 51     |
| 8    | Takaaki Nakagami | 48     |
| 9    | Pol Espargaro    | 47     |
| 10   | Cal Crutchlow    | 42     |

| Pos. | Pilote              | Points |
| ---- | ------------------- | ------ |
| 1    | Álex Márquez        | 111    |
| 2    | Thomas Lüthi        | 104    |
| 3    | Jorge Navarro       | 89     |
| 4    | Lorenzo Baldassarri | 88     |
| 5    | Marcel Schrötter    | 73     |
| 6    | Luca Marini         | 68     |
| 7    | Augusto Fernández   | 67     |
| 8    | Enea Bastianini     | 56     |
| 9    | Brad Binder         | 44     |
| 10   | Remy Gardner        | 41     |

| Pos. | Pilote              | Points |
| ---- | ------------------- | ------ |
| 1    | Arón Canet          | 103    |
| 2    | Lorenzo Dalla Porta | 80     |
| 3    | Niccolò Antonelli   | 75     |
| 4    | Celestino Vietti    | 68     |
| 5    | Jaume Masiá         | 65     |
| 6    | Tony Arbolino       | 51     |
| 7    | Kaito Toba          | 51     |
| 8    | Marcos Ramírez      | 49     |
| 9    | John McPhee         | 47     |
| 10   | Andrea Migno        | 40     |

## Statistiques
Le Grand Prix de Catalogne 2019 représente :
En MotoGP :
- la 2e pole position de Fabio Quartararo dans la catégorie reine ;
- la 74e victoire de Marc Márquez, la 48e en MotoGP ;
- la 4e victoire en 2019 de Marc Márquez ;
- le 1er podium de Fabio Quartararo en MotoGP.

En Moto2 :
- la 3e victoire consécutive d'Álex Márquez ;
- le 4e podium de la saison de Thomas Lüthi ;
- le 4e podium sur les 5 dernières courses pour Jorge Navarro ;
- la 1re pole position en carrière pour Augusto Fernández ;
- La 7e victoire en autant de course pour le constructeur Kalex.

En Moto3 :
- la 1re victoire en carrière de Marcos Ramírez ;
- le 7e vainqueur différent de la saison, le 12e consécutif ;
- le 4e podium de la saison d'Arón Canet.

## Autour de la course

### Médiatisation
En France, le Groupe Canal + décide de diffuser la course des MotoGP en clair sur la chaîne C8.
En Espagne, la course est retransmise à la radio, sur la fréquence 103.2 FM

### 70 ans du Championnat du Monde
Le Championnat du Monde FIM de Grands Prix fête ses 70 ans, cette compétition a été lancée en 1949. Pour l’occasion, une cérémonie a été organisée pour rendre hommage aux personnalités et organisations qui ont fait le succès.

### Animations
Lors des trois journées, de nombreuses animations sont mises en places autour du circuit, avec des zones pour les enfants, des jeux gonflables. Le public peut également venir se restaurer, avec les food trucks. Il y a aussi de la musique (tabalers) et des tours humaines (castellers).

### Affluences
Tout au long du week-end, les spectateurs se sont pressés pour voir le 3 catégories, avec 157 827 fans dans les tribunes et sur les pelouses du circuit. Sur la seule journée du dimanche, il y a 91 734 spectateurs pour voir la victoire de Marc Márquez.

### Météo
Le week-end de course a été ensoleillé et chaud, avec des températures supérieures à 20 °C pendant les trois jours. Lors du dimanche de course, le soleil était au rendez-vous, avec, lors de la course des MotoGP, un thermomètre affichant 26 °C. Quant à la température de la piste, elle était de 51 °C.

### Accès au circuit
L'accès au circuit peut se faire par les autoroutes, pour les voitures et motos. Plusieurs parkings sont disposés autour du circuit. De nombreux passionnés viennent également en train ou en avion, c'est pour cela que des navettes sont mises en places au départ de Barcelone.

### Photographies

Photographies du Grand Prix de Catalogne 2019.
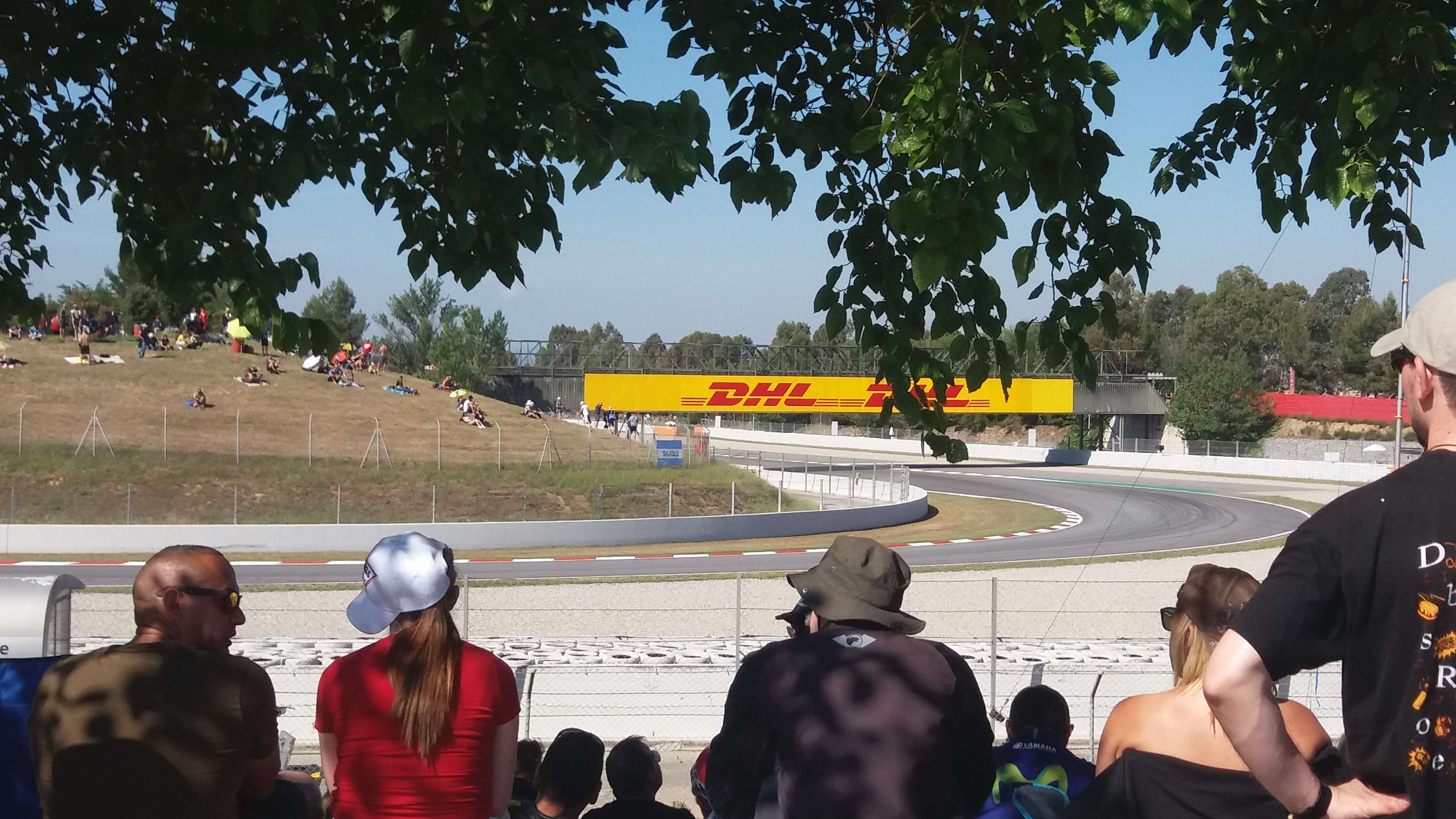
Virage 4 du Circuit
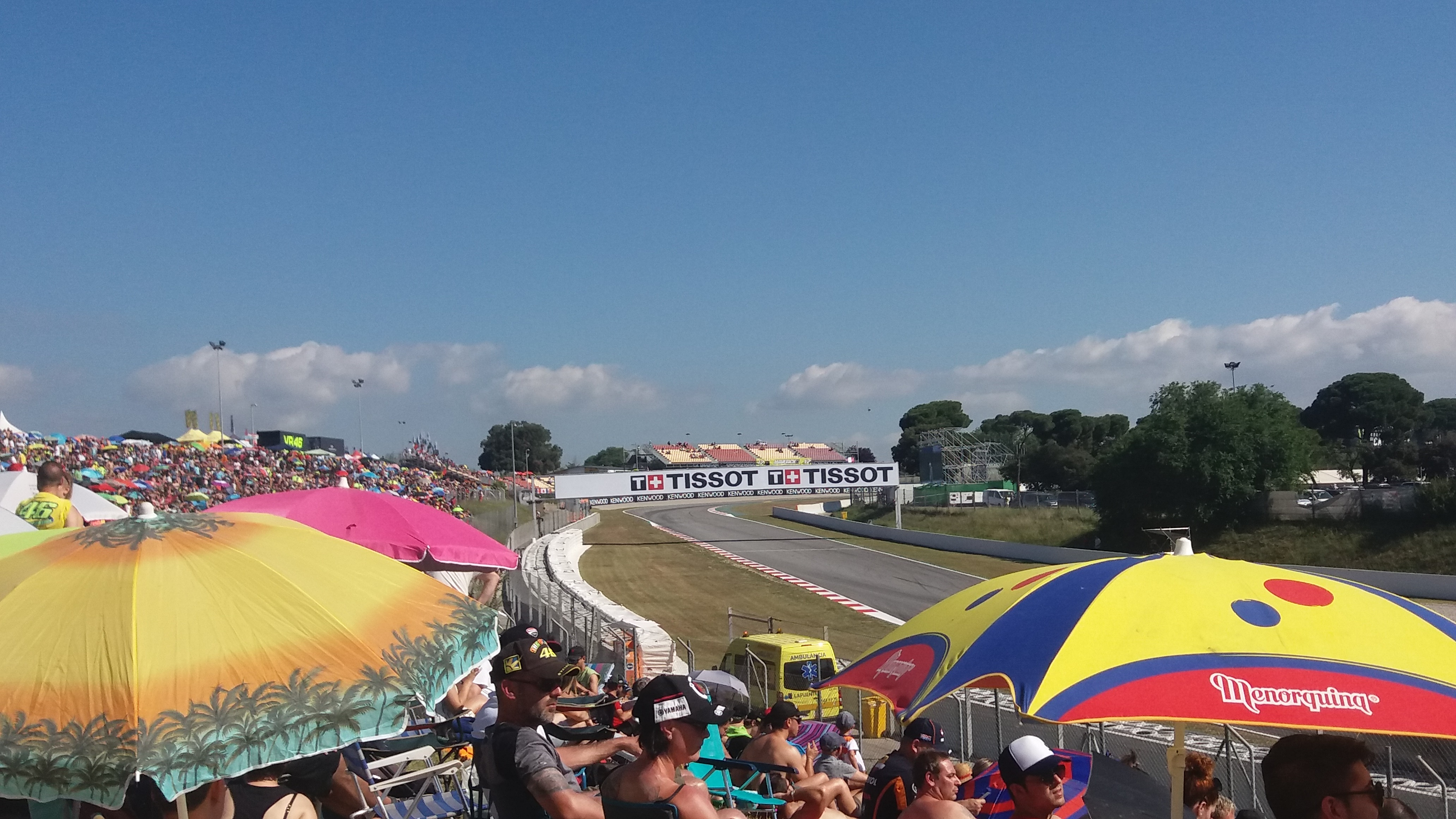
Le public du Circuit de Catalogne
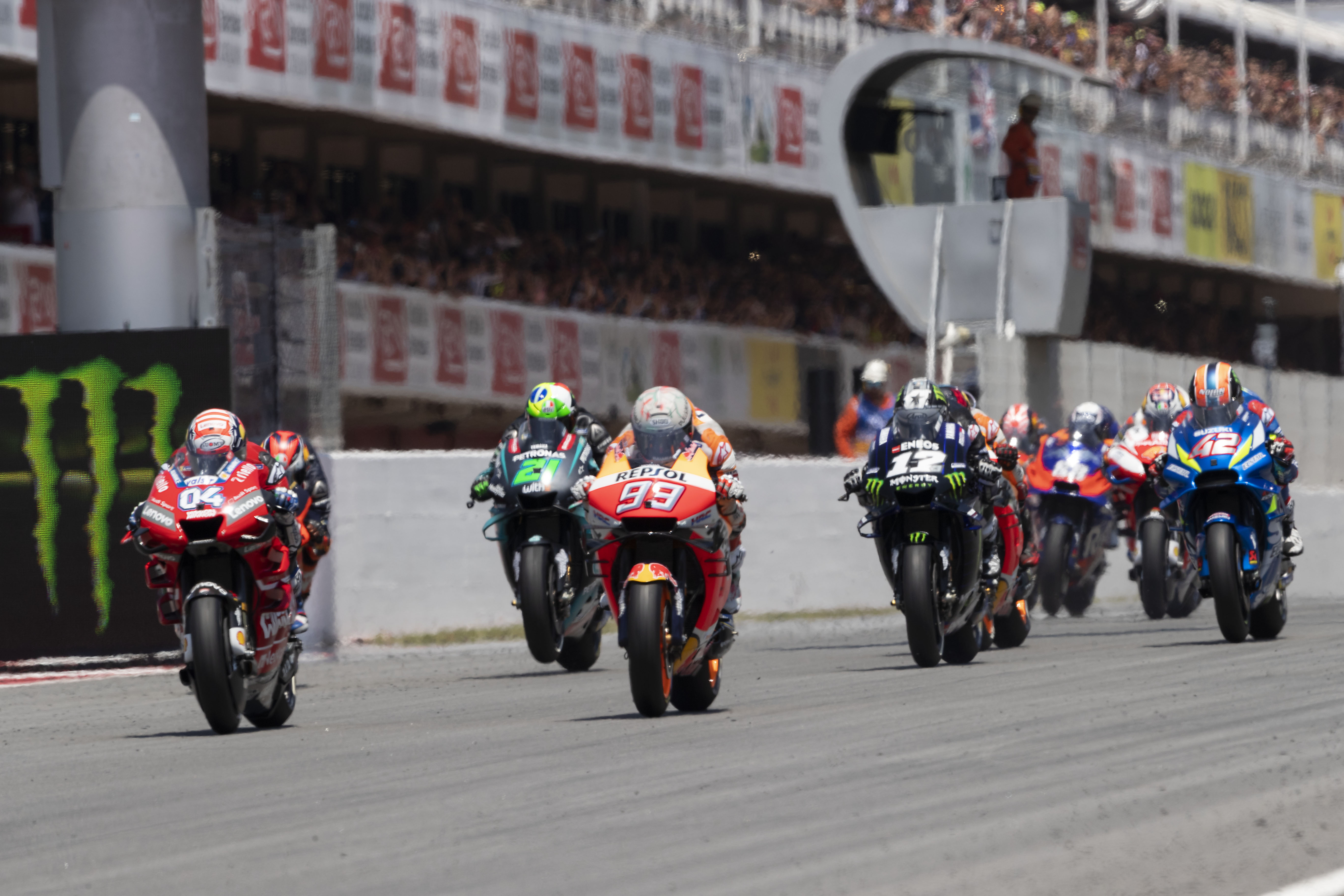
Andrea Dovizioso leader après le premier tour
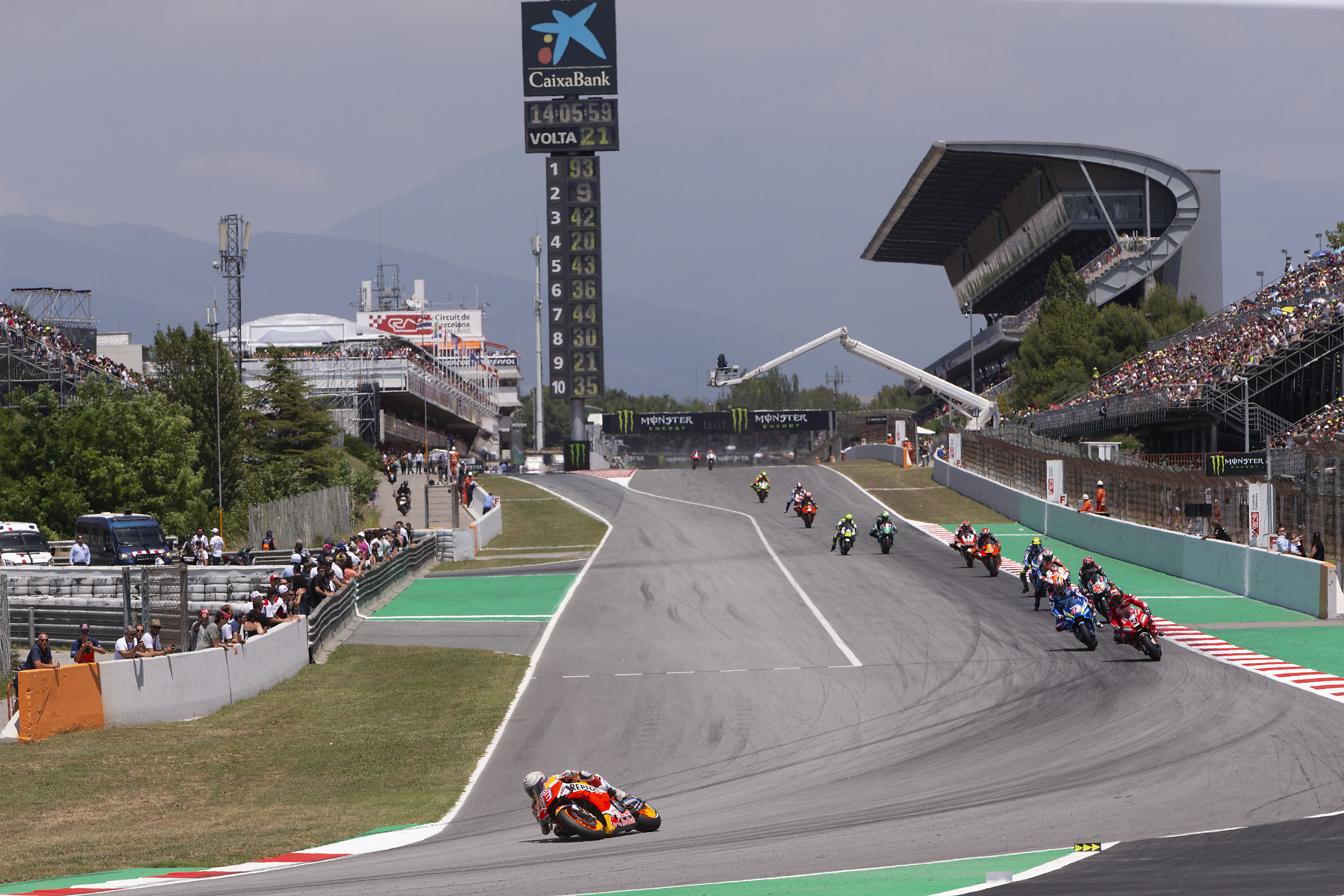
Marc Márquez en tête de la course
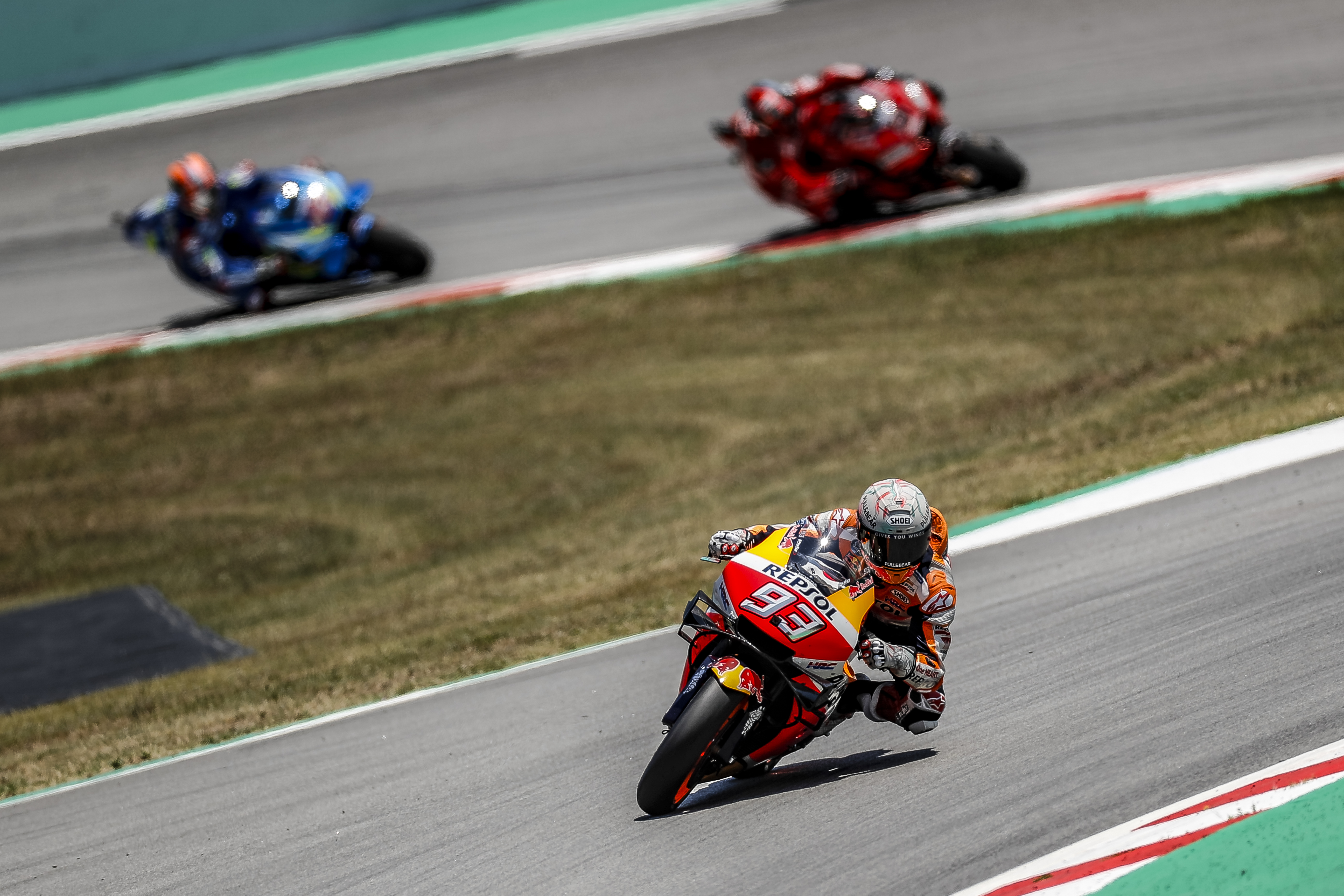
Marc Márquez, Danilo Petrucci et Álex Rins
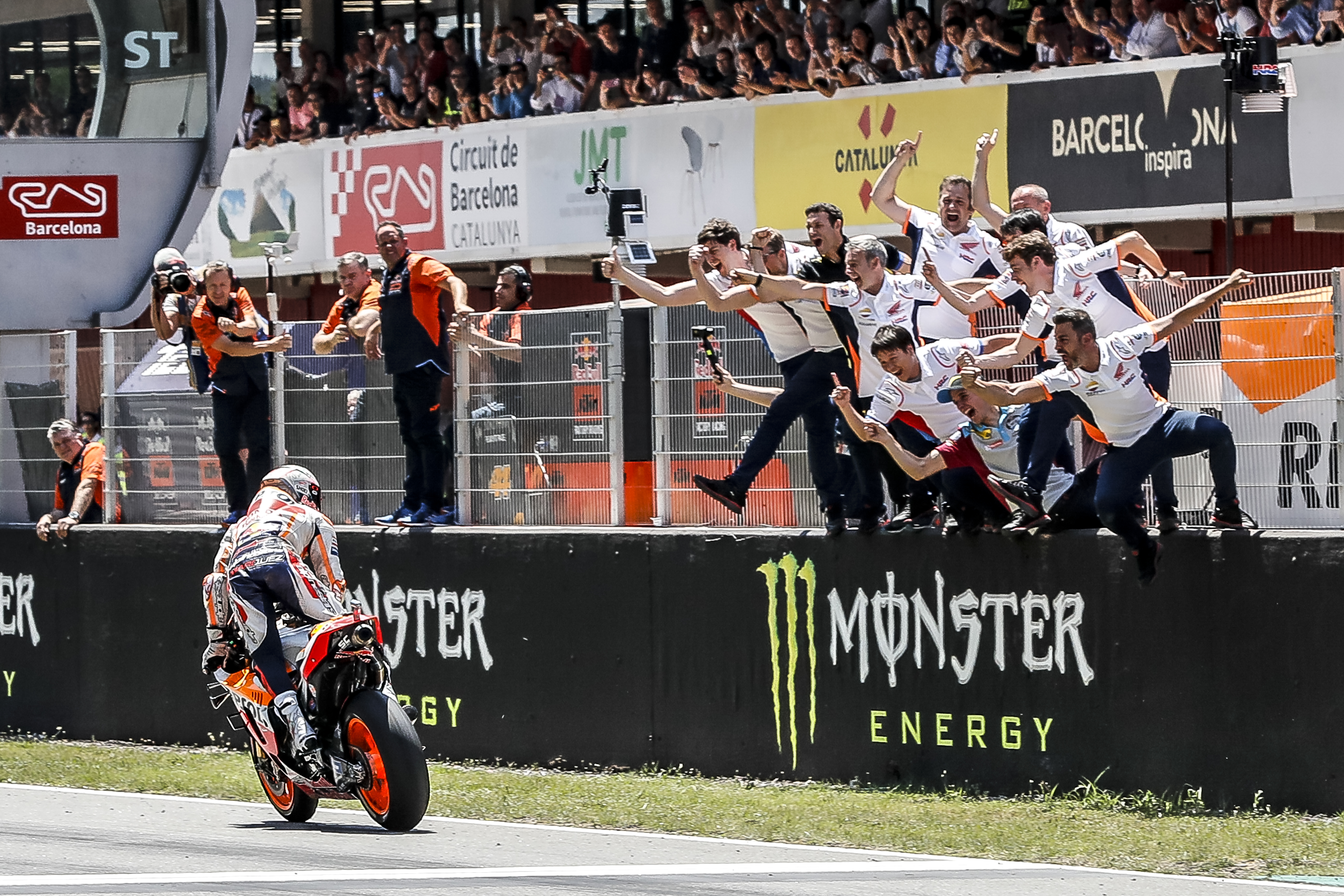
Marc Márquez s'impose en Catalogne